# Jakub Eisenberg
Jakub Joszua Eisenberg (hebr. יעקב איזנברג)  (ur. 31 marca 1893 w Pińsku, Imperium Rosyjskie, zm. 9 czerwca 1966 w Jerozolimie w Izraelu) – izraelski malarz i twórca ceramiki.

## Życiorys
Jakub (Jakow) Joszua Eisenberg był synem Szmula Nissana, urodził się w 1893 lub według innej wersji w 1897 w Pińsku w Imperium Rosyjskim (obecnie na Białorusi). Wychował się w tradycyjnym syjonistycznym środowisku, w 1913 wyjechał do Jerozolimy w Imperium Osmańskim. Od 1913 do 1919 studiował sztukę w Akademii Sztuk Pięknych i Wzornictwa Besaleela w Jerozolimie. Po ukończeniu studiów został wysłany do Wiednia, gdzie studiował w Szkole Rzemieślniczej produkcję i projektowanie ceramiki u prof. Bruiga.
Po powrocie został mianowany kierownikiem nowego wydziału ceramiki utworzonego w Besaleel. W tym dziale zaprojektowano w tym okresie znaki drogowe w Jerozolimie, wykonane z glazurowanych płytek ceramicznych. Powstały tam również projekty mozaik, takich jak „Modlitwa drogi”, czy mozaika w Domu Bialika i szkole Ehad Ha'am. Od 1927 do 1928 był nauczycielem w szkole. 4 października 1927 odbyła się w Bezalel indywidualna wystawa ceramiki, rycin i rysunków, które stworzył. Prawdopodobnie pod koniec lat 20. XX wieku, prowadził warsztat ceramiczny, początkowo samodzielnie, a następnie we współpracy ze swoim szwagrem Benjaminem Levinsonem.

## Twórczość
Jakub Eisenberg początkowo zajmował się malarstwem, ale większość późniejszych prac dotyczyła grafiki i ceramiki. W swoich licznych pracach przedstawiał widoki Jerozolimy oraz różne typy ludzi, zarówno orientalne jak i żydowskie. Ceramika, którą wyprodukował, obejmowała prace Zeeva Rabana i innych, ceramiczne tablice z portretami żydowskimi. Eisenberg wyprodukował między innymi ceramiczne znaki drogowe w Jerozolimie, zestaw ceramicznych dekoracji w Domu Bialika i Ahad Ha'am Boys' School w Tel Awiwie.